# The End (Mika Nakashima)
The End è il quarto album in studio della cantante giapponese Mika Nakashima, pubblicato nel 2006 a nome Nana starring Mika Nakashima in riferimento al manga Nana.

## Tracce
1. Hitoiro (一色) – 3:27
2. Eyes for the Moon – 3:39
3. Glamorous Sky – 4:26
4. Blowing Out – 3:27
5. My Medicine – 3:37
6. Neglest Mind – 3:57
7. Real World – 4:08
8. Isolation – 4:42
9. Blood – 3:27
10. Hitoiro (ALTAnative Ver.) – 5:06
11. My Way – 4:19